# Agrostis tolucensis
Agrostis tolucensis är en gräsart som beskrevs av Carl Sigismund Kunth. Agrostis tolucensis ingår i släktet ven, och familjen gräs. Inga underarter finns listade i Catalogue of Life.